# André Weßels
André Weßels (n. 21 octombrie 1981, Recklinghausen, Germania) este un scrimer german, medaliat olimpic. A participat la 2 ediții ale Jocurilor Olimpice (2004, 2012) în care a câștigat o medalie de bronz.